# Abdelmajid Bourebbou
Abdelmajid Bourebbou est un footballeur international algérien, né le 16 mars 1951 à Arris, dans les Aurès. Il joue principalement à l’US Quevilly, au FC Rouen et au Stade lavallois. Avec l'équipe d'Algérie, il participe à la Coupe du monde 1982. Au total, il compte onze sélections en équipe nationale.

## Biographie

### Carrière en club

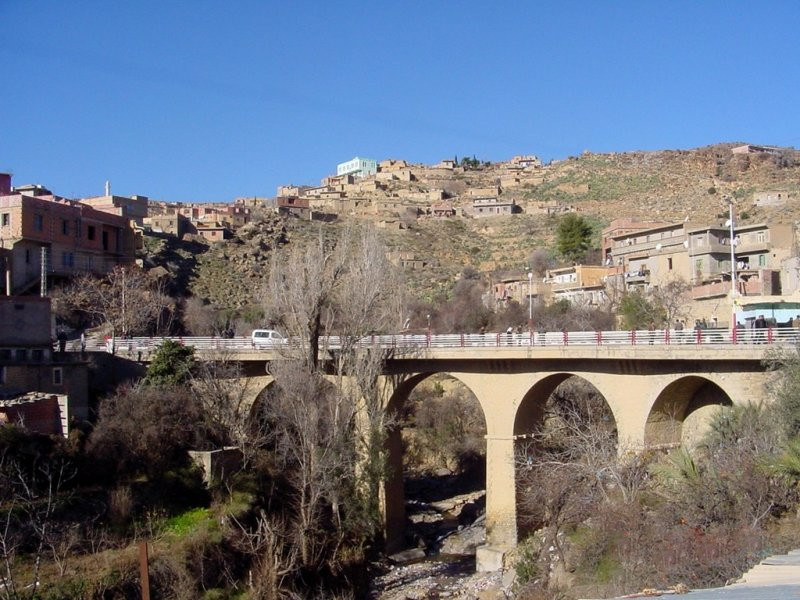
Abdelmajid Bourebbou est originaire d'Arris en Algérie.

Abdelmajid Bourebbou est né à Arris, dans les Aurès, près de Batna en Algérie, le 16 mars 1951. Il arrive en France à l'âge de 12 ans.
En club, il est champion cadet puis junior de Normandie. Avec le FC Rouen il joue les premiers rôles en D2 pendant quatre ans, avant d'accéder à la D1 en 1977. La même année, il est huitième de finaliste de la Coupe de France contre l'AS Saint-Étienne, alors au sommet du football hexagonal.
En 1978 le FC Rouen est relégué. Abdelmajid Bourebbou part alors au Stade lavallois. Une saison plus tard il est désigné meilleur ailier de D1 avec Laval, devant les meilleurs joueurs français de l’époque comme Didier Six ou Dominique Rocheteau. Il est également meilleur passeur de l’équipe. Même s'il marquait de nombreux buts, il aimait aussi faire marquer. « C’était deux sensations différentes mais l’une équivaut à l’autre. On avait une bonne équipe, à l’époque, avec les « Tango » de Laval sous la houlette de Michel Le Milinaire. » En mai 1982 il est placé sur la liste des transferts à sa demande, mais reste finalement au club.

### Parcours international
Binational, Abdelmajid Bourrebou est suivi par Michel Hidalgo, sélectionneur de l'équipe de France, lorsqu'il joue à Rouen.  
Il se fait remarquer avec l'équipe de l'Amicale des Algériens d'Europe, qui formera une passerelle vers l'équipe nationale lorsque le régime socialiste renonce au dogme qui interdisait le recours aux binationaux, à la suite de la finale perdue à la CAN 1980,.  
Bourebbou devient international algérien en 1982. Il joue d'abord les matchs de préparation pour la Coupe du monde 82, puis figure dans la liste des joueurs sélectionnés pour le Mondial, où son équipe crée l'exploit face à l'Allemagne. Il ne participe qu’à un seul match, celui contre le Chili (victoire 3-2), où il offre une passe décisive à Assad. Il ne connaîtra pas d'autre sélection sous le maillot national. 

### Reconversion
Après sa carrière de footballeur professionnel, il achète un bar, puis travaille dans la restauration, puis dans l’immobilier. Finalement avec l’aide d’un ami, il crée sa société de gardiennage et sécurité, où il travaille jusqu'à sa retraite en 2012. 
Il fête son jubilé en septembre 2011 à Arris en présence de ses coéquipiers du Mundial 82. En 2014 il devient recruteur de jeunes pour le FC Rouen. 

## Statistiques
| Saison    | Club            | Championnat | Championnat | Championnat | Coupes nationales | Coupes nationales | International | International | Total  | Total |
| --------- | --------------- | ----------- | ----------- | ----------- | ----------------- | ----------------- | ------------- | ------------- | ------ | ----- |
| Saison    | Club            | Div.        | Matches     | Buts        | Matches           | Buts              | Matches       | Buts          | Matchs | Buts  |
| 1982/1983 | Stade lavallois | 1           | 5           |             |                   |                   |               |               | 5      |       |
| 1981/1982 | Stade lavallois | 1           | 11          | 3           | 4                 | 1                 | 11            | 2             | 26     | 6     |
| 1980/1981 | Stade lavallois | 1           | 10          | 1           |                   |                   |               |               | 10     | 1     |
| 1979/1980 | Stade lavallois | 1           | 34          | 6           | 1                 |                   |               |               | 35     | 6     |
| 1978/1979 | Stade lavallois | 1           | 31          | 6           | 1                 |                   |               |               | 32     | 6     |
| 1977/1978 | FC Rouen        | 1           | 35          | 4           | 1                 |                   |               |               | 36     | 4     |
| 1976/1977 | FC Rouen        | 2           | 32          | 17          | 7                 | 2                 |               |               | 39     | 19    |
| 1975/1976 | FC Rouen        | 2           | 10          | 6           |                   |                   |               |               | 10     | 6     |
| 1974/1975 | FC Rouen        | 2           | 20          | 8           | 4                 |                   |               |               | 24     | 8     |
| 1973/1974 | FC Rouen        | 2           | 12          | 3           |                   |                   |               |               | 12     | 3     |
| 1972/1973 | FC Rouen        | 2           | 29          | 14          | 5                 | 1                 |               |               | 34     | 15    |
| 1971/1972 | US Quevilly     | 2           | 3           |             | 1                 |                   |               |               | 4      |       |
| 1970/1971 | US Quevilly     | 2           | 2           |             |                   |                   |               |               | 2      |       |
| TOTAL     | TOTAL           |             | 234         | 68          | 24                | 4                 | 11            | 2             | 269    | 74    |